# Яководство Кыргызстана
Яководство Кыргызстана — отрасль животноводства Кыргызской Республики, специализирующаяся на разведении яков с целью получения шерсти, молока и других продуктов.

## Природно-климатические условия
Яки чувствуют себя комфортно на высотах от 2700-3000 м до 5200 м. В Кыргызстане имеется более 1 млн га пастбищ пригодных для выпаса яков. Исходя из нормы 2 га пастбищ на 1 яка, можно оценить потенциал яководства в Кыргызстане в 500 тыс. голов. После ликвидации колхозов, занимавшихся овцеводством в высокогорных районах, в Кыргызстане освободились большие пастбища пригодные для разведения яков.

## История

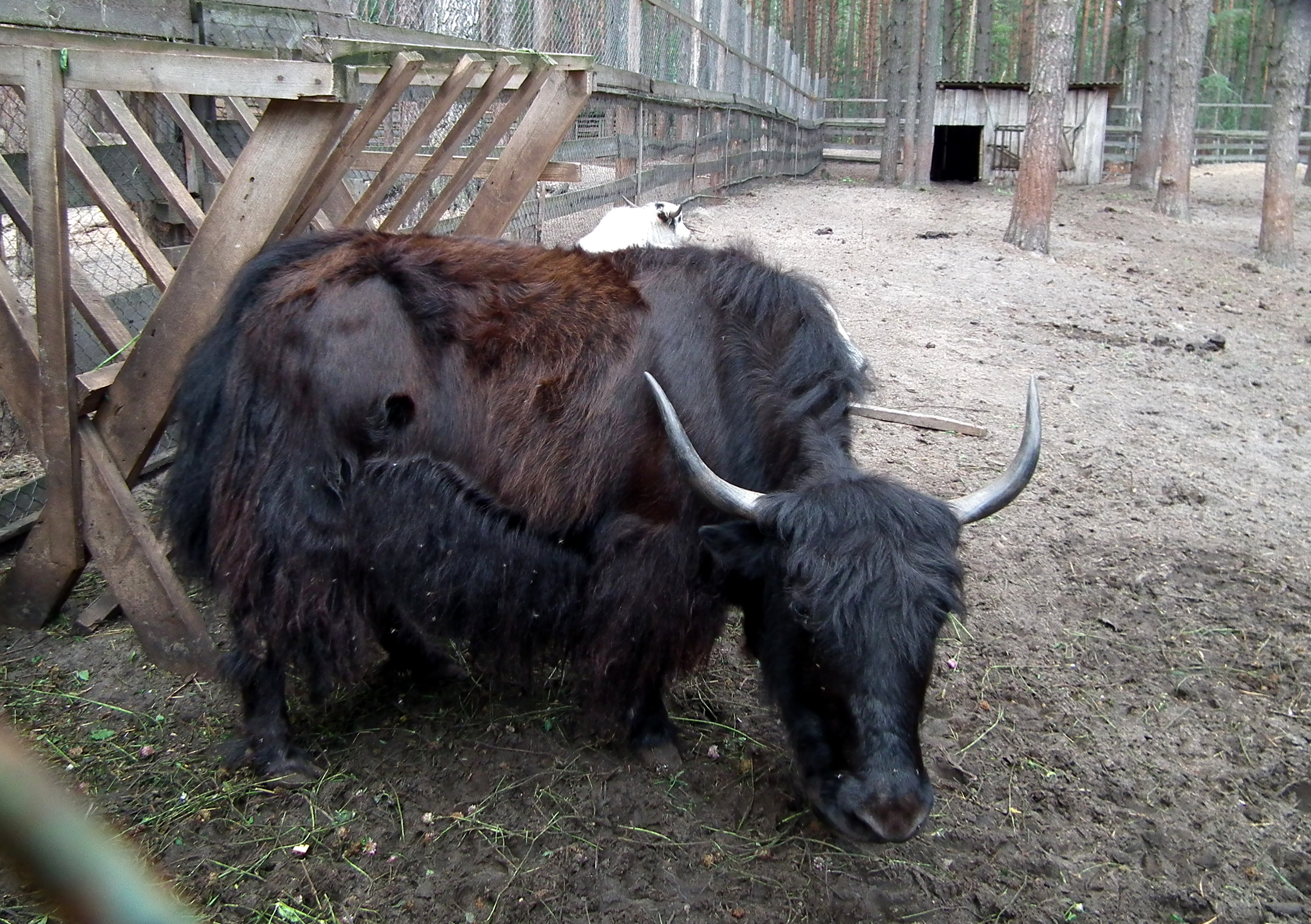
Домашний як

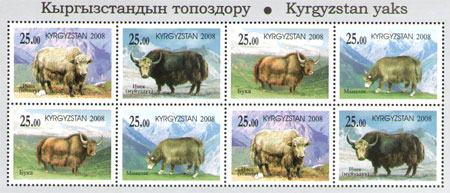
Яки на почтовых марках Кыргызстана

В 1955 на территории Кыргызстана было 7,5 голов яка, в 1979 г. — уже 79,2 тыс. голов. На 1981 г. на территориях стран, входивших в СССР, насчитывалось ок. 140 тыс. яков. Общее поголовье яков в мире составляло 14,2 млн яков, из которых 13,3 млн находилось в Китае и 600 тыс. — в Монголии. В советский период разведением яков занимались в основном крупные сельхозпредприятия, чабаны были ответственны только за выпас.
В 1991 г. в Кыргызстане насчитывалось 57,1 тыс. яков. В постсоветский период численность поголовья колебалась между 30 тыс. и 60 тыс.. В 2014 году — 36,2 тыс. голов.
На 2013—2014 гг. самое крупное поголовье яков в Кыргызстане было в Нарынской области — 14,5-15,9 тыс. голов и в Иссык-кульской области — 8,3-10,7 тыс. соответственно.
С 2001 по 2010 гг. в Кыргызстане действовала Концепция комплексного развития яководства. После распада СССР разведением яков стали заниматься частные хозяйства. Они столкнулись с проблемой реализации своей продукции: закупается в основном мясо, за которое перекупщики предлагают невысокую цену. При этом традиционно як шёл не только на мясо на и другие продукты, то позволяло покрыть расходы на содержание животных и получить прибыль. Для того, чтобы реализовывать не только мясо, нужны пункты переработки молока, шерсти, крови и других продуктов, получаемых от яков. Поскольку сфера переработки в Кыргызстане налажена слабо, яководы не могут рассчитывать на высокие прибыли.